# Mario Kvesić
Mario Kvesić (* 12. Januar 1992 in Široki Brijeg) ist ein bosnisch-herzegowinischer Fußballspieler mit kroatischen Wurzeln. Er steht bei den FC Pohang Steelers unter Vertrag und ist mehrmaliger bosnisch-herzegowinischer Nachwuchsnationalspieler.

## Karriere

### NK Široki Brijeg
In seiner Jugend war Kvesić für den NK Široki Brijeg aktiv. In der Saison 2010/11 debütierte er am 19. März 2011 bei der 1:6-Niederlage gegen NK Zvijezda Gradačac. In der 90. Minute wurde er für Juan Manuel Varea eingewechselt.
In der darauffolgenden Saison 2011/12 konnte er am 10. September 2011 sein erstes Tor für Široki Brijeg erzielen. Im Spiel gegen FK Velež Mostar wurde er in der 44. Minute für Wagner Lago eingewechselt und erzielte in der 83. Minute den 2:0-Endstand. Mit insgesamt drei Toren und einer Vorlage war er beteiligt am Erreichen des zweiten Platzes in der Premijer Liga und damit der Vizemeisterschaft in Bosnien-Herzegowina.

### RNK Split
Zur Saison 2012/13 wechselte er nach Kroatien zum RNK Split. Sein Debüt für sein neues Team feierte er am 12. August 2012 beim Spiel in der 1. HNL gegen Dinamo Zagreb. Bei der 2:4-Niederlage wurde er in der 79. Minute für Ivan Baraban eingewechselt. Bei seinen zweiten Einsatz am 30. September 2012 erzielte er sein erstes Tor im Trikot von RNK Split. Beim 1:1-Unentschieden gegen NK Lokomotiva Zagreb wurde er in der 74. Minute für Aljosa Vojnovic eingewechselt und erzielte in der 86. Minute den Endstand.
In der Saison 2013/14 belegte er mit seinem Verein den vierten Platz. Er war mit 3 Toren und vier Vorlagen daran beteiligt. Als Folge durfte der Verein in der Saison 2014/15 an der Qualifikation zur UEFA Europa League teilnehmen. In Israel debütierte er beim Rückspiel gegen Hapoel Be’er Scheva auf internationaler Vereinsebene. Beim torlosen Unentschieden wurde er in der 50. Minute für Aljosa Vojnovic eingewechselt. Durch dieses Unentschieden und den Sieg im Hinspiel qualifizierte sich die Mannschaft für die Qualifikationsrunde der Europa League, wo sie auf den FC Turin traf. Beim 0:0 im Hinspiel wurde er in der 86. Minute für Tomislav Dujmović eingewechselt. Durch eine Niederlage im Rückspiel schied die Mannschaft aus der UEFA Europa League aus. In der gleichen Saison erreichte er mit seinem Verein das Finale des kroatischen Pokals, verloren aber im Stadion Maksimir in Zagreb nach Elfmeterschießen mit 2:4 gegen Dinamo Zagreb.

### FC Erzgebirge Aue
Zur Saison 2015/16 wechselte Kvesić zum FC Erzgebirge Aue und wurde offiziell nach dem 1:0-Sieg im DFB-Pokal gegen die SpVgg Greuther Fürth am 8. August 2015 vorgestellt. Sein Debüt für den Zweitligaabsteiger feierte er am 15. August 2015. Beim 2:0-Sieg gegen die Stuttgarter Kickers wurde er von Trainer Pavel Dotchev in der 33. Minute für den verletzten Nicky Adler eingewechselt. Sein erstes Tor in der 3. Liga erzielte er beim 1:0-Sieg gegen die zweite Mannschaft des VfB Stuttgart am 30. Januar 2016, als er in der 54. Minute per Elfmeter den Endstand erzielte. Am Ende der Saison standen bei ihm vier Tore und drei Torvorlagen zu Buche und bei der Mannschaft der zweite Platz in der 3. Liga und damit der Aufstieg in die 2. Bundesliga.

### 1. FC Magdeburg
Nach vier Jahren in Aue unterschrieb der Bosnier im Sommer 2019 einen Einjahresvertrag beim in die 3. Liga abgestiegenen 1. FC Magdeburg. Nach einem Jahr wechselte er weiter zu NK Olimpija Ljubljana nach Slowenien.

## Erfolge
- Bosnisch-herzegowinischer Vizemeister: 2011/12 (NK Široki Brijeg)
- HNK-Finalist: 2014/15 (RNK Split)
- Aufstieg in die 2. Bundesliga: 2015/16 (Erzgebirge Aue)